# 김창완 (시인)
김창완(1942년 7월 19일 ~ )은 대한민국의 시인이다. 전남 신안군 장산면 도창리에서 태어났으며, 조선대학교 국문과를 졸업했다. 호는 금오(金烏).
1973년 서울신문 신춘 문예에 <개화>가 당선되고, 같은 해 '풀과 별'에 <꽃게> 등의 시가 추천되면서 등단했다. 1976년 반시(反詩) 동인을 결성하여 활동했다.
1973년 신안에서 서울로 이사했다. 시 변두리에서 노동자로 떠돌며 살다가, 1978년 첫 시집으로 《인동일기》를 펴냈다. 1970년대 농촌에서 도시로 이주한 도시 노동자들의 궁핍한 삶을 사실적으로 그렸다.

## 수상
- 2011년 제27회 윤동주 문학상[2]

## 작품
- 《글짱 되려면 이렇게 쓰라》 (문장미디어, 2006년)

### 동화집
- 《소금장수의 재주》 (창작과비평사, 1978년)
- 《호랑이 방귀 뀌는 소리》 (꿈소담이, 2004년)

### 시집
- 《인동일기》(창작과 비평사, 1978년)
- 《우리 오늘 살았다 말하자》(실천문학사, 1984년)
- 《나는 너에게 별하나 주고 싶다》(자유문고, 2000년)